# Tocane-Saint-Apre
Tocane-Saint-Apre é uma comuna francesa na região administrativa da Nova Aquitânia, no departamento Dordonha. Estende-se por uma área de 32,02 km². Em 2010 a comuna tinha 1 752 habitantes (densidade: 54,7 hab./km²).